# 社頭泰安岩
23°54′03″N 120°34′54″E / 23.900737°N 120.581529°E
社頭泰安岩，是位於臺灣彰化縣社頭鄉廣興村的觀音廟，為彰化縣歷史建築。

## 早期歷史
社頭泰安岩的觀音菩薩香火相傳是道光十四年（1834年）由張娘傳自潮州府饒平縣牛皮社帶來。咸豐年間以竹、木建造小廟。1908年重建時，奠定今貌為方位座北朝南，格局包含三川殿、正殿、兩護龍廂房、院門、五營廟及戲台的傳統閩南式廟宇。1981年，行政管理從寺廟管理人制變動為管理委員會制。

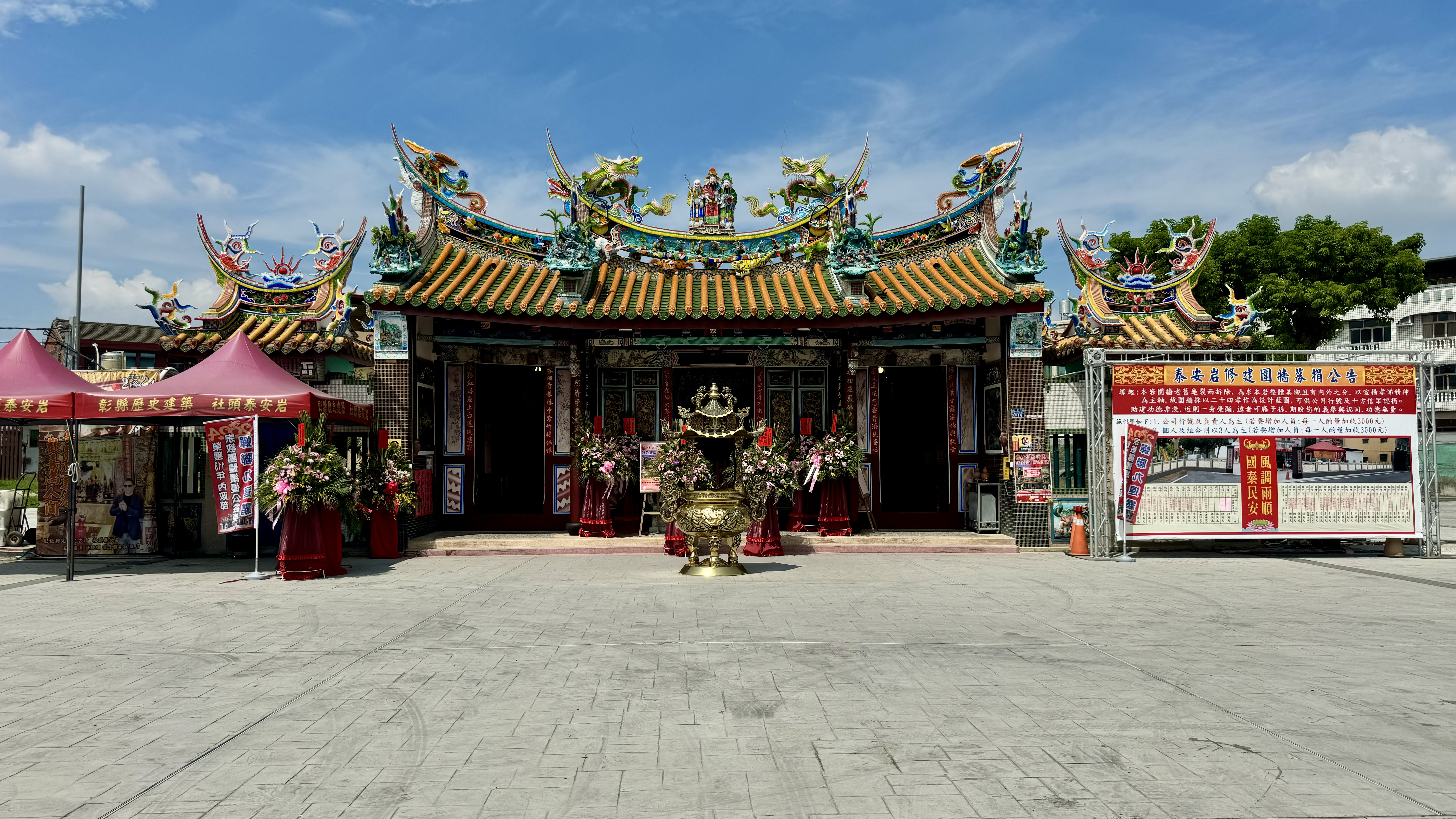
社頭泰安岩全景

## 修復過程
社頭泰安岩寺地勢低而長期積水，又日久梁柱遭白蟻蛀蝕，加上九二一地震造成前頃，有傾倒毀壞。2012年9月末，在管理委員會主動向縣府提報下，通過登錄為歷史建築。2018年1月10日，彰化縣有形文化資產審議委員會通過修復計畫。廟方自籌110萬元、文化部補助1870萬元、縣府編10%配合款220萬，2019年2月26日由縣長王惠美主持修復開工。2021年12月31日，由縣長王惠美與泰安岩主委張聰標主持入火安座，宗教委員會總召余政憲代表總統致匾「慈雨廣被」，社頭鄉長劉錦昌、立委陳素月等地方士紳與會。後再由觀光局參山國家風景區管理處補助970萬元興建停車場等設施，2023年5月23日啟用。

## 地方信仰
社頭泰安岩是張厝與芋寮（廣興村）的公廟。在廟宇地位上，武西堡的泰安岩對應武東堡的清水岩。
相傳廟後一株茄苳樹因韋恩颱風倒伏後本來要移除，但發生鋸樹工人跌落、機械失靈等事，於是被廟方放任其生長，日後居然長出對應寺內供奉的五尊觀音像的五根枝幹。

## 外部連結
- 社頭泰安岩的Facebook專頁